# Paramystaria decorata
Paramystaria decorata là một loài nhện trong họ Thomisidae.
Loài này thuộc chi Paramystaria. Paramystaria decorata được Roger de Lessert miêu tả năm 1919.